# Santa María de Los Guaicas
Pour les articles homonymes, voir Santa Maria.
Santa María de Los Guaicas, localement Ocamo, est une localité de la paroisse civile de Mavaca dans la municipalité d'Alto Orinoco (État d'Amazonas), au Venezuela. Elle se trouve au confluent de l'Orénoque et du río Ocamo.